# 比廖恩夫拉莱斯
比廖恩夫拉莱斯，是西班牙卡斯蒂利亚-莱昂帕伦西亚省的一个市镇。 总面积42平方公里，总人口847人（2001年），人口密度20人/平方公里。